# 闵行路
闵行路是中華人民共和國上海市虹口区一條西北-東南走向道路，西北起自吴淞路，東南至大名路，全长410米，宽10.6至14.6米，道路于19世纪末修建，路名來自於上海市闵行區。